# Prim (Liturgie)
Die Prim (von lat. prima [hora] ‚die erste [Stunde]‘) ist eine der kleinen Horen im kirchlichen Stundengebet. Sie wird etwa zur ersten Stunde (6 Uhr) der antiken Tageseinteilung gebetet und steht am Arbeitsbeginn der Mönche und Nonnen. Die Prim besteht wie alle kleinen Horen aus drei Psalmen, einer kurzen Schriftlesung (Kapitel) mit Responsorium und abschließender Oration. Nach altem Brauch wurde der Gemeinschaft das Martyrologium des jeweiligen Tages am Ende der Prim vorgetragen.
Bei frommen Laien war die Prim als Morgengebet sehr beliebt, wie auch die Komplet als Nachtgebet.
Im Zuge der Liturgiereformen nach dem Zweiten Vatikanischen Konzil wurde die Prim als Doppelung zu den Laudes empfunden und abgeschafft. Erhalten geblieben ist sie jedoch im Stundengebet der Kartäuser sowie einzelner kontemplativer Klöster.